# Synavea leopoldi
Synavea leopoldi är en insektsart som först beskrevs av Van Stalle 1982.  Synavea leopoldi ingår i släktet Synavea och familjen Derbidae. Inga underarter finns listade i Catalogue of Life.